# صيانة وحماية (رواية)
صيانة وحماية Preserve and Protect، هي رواية من الأدب السياسي للكاتب ألن دروري، نشرت عام 1986 من دار نشر دابلداي.
وهي رابع رواية في سلسلة «المشورة والموافقة» التي فاز بفضلها الكاتب على جائزة بوليتزر في عام 1960.

## القصة
تدور الأحداث بعد فوز الرئيس هارلي هادسون، الذي يموت في حادثة تحطم طائرة. ويتولى نائب الرئيس الذي هو في نفس الوقت رئيس مجلس الشيوخ، منصب الرئيس. ويعقد حزب الأغلبية لجنته الوطنية لتقديم مرشح في الانتخابات القادمة، وتنقسم بين مؤيدي حاكم كاليفورنيا تيد جيسون ومؤيدي وزير الخارجية والسناتور السابق أورين نوكس. ويهزم نوكس جيسون، لكنه يرشحه نائبا له. وفي نهاية الرواية يظهر مسلح ويطلق النار على المرشحين وزوجتيهما.